# Свилан
Свилан је мало ненасељено острвце у хрватском делу Јадранског мора у акваторији општине Примоштен.
Налази се око 8 км западно од насеља Рогозница и око 4 км удаљено од најближег копна. Површина острва износи 0,093 км². Дужина обалне линије је 1,17 км. Највиши врх на острву је висок 27 м.
- Острва Свилан, Луквењак и Јаз, пглед из смера Рогознице
- Свилан и Барилац, поглед из смера Примоштена